# Българско училище „Пейо Яворов“ (Брюксел)
Българското училище „Пейо Яворов“ е училище на българската общност в Юкел, Белгия. Създадено е през 1992 г. То провежда обучение по български език и литература (1 – 12 клас), история на България (5, 6 и 11 клас) и география на България (8 и 10 клас). Водят се занимания за предучилищна подготовка и кръжоци. От 2022 г. директор на училището е Миглена Дикова-Миланова.

## История
Училището е създадено през 1992 г. към посолството на България в Брюксел. През 2004 г. получава името „Пейо Яворов“. От 2010 г. училището членува в Асоциацията на българските училища в чужбина.